# Prospect Park (Nova Jérsei)
Prospect Park é um distrito localizado no estado americano de Nova Jérsei, no Condado de Passaic.

## Demografia
Segundo o censo americano de 2000, a sua população era de 5779 habitantes.
Em 2006, foi estimada uma população de 5720, um decréscimo de 59 (-1.0%).

## Geografia
De acordo com o United States Census Bureau tem uma área de
1,2 km², dos quais 1,2 km² cobertos por terra e 0,0 km² cobertos por água.

## Localidades na vizinhança
O diagrama seguinte representa as localidades num raio de 8 km ao redor de Prospect Park.